# Українське (Томаківський район)
Українське — колишнє село в Україні, Томаківському районі Дніпропетровської області. 

## Географічне положення
Село знаходилося за 1 км від села Новий Мир і за 3 км від села Глухе. З заходу до села примикав Басанський кар'єр де здійснювався видобуток марганцевої руди відкритим способом. В кілометрі від села — шахта №8.

## Історія
На топографічних картах 1900 року на місці села позначений хутір Усенково, назва якого походила від назви балки уздовж якої розташовувався хутір. Під час колективізації село перейменовувалося в Шевченкове, а потім в Українське. Зняте з обліку 18 квітня 1995 року.